# Capnolymma sulcaticeps
Capnolymma sulcaticeps är en skalbaggsart som beskrevs av Maurice Pic 1923. Capnolymma sulcaticeps ingår i släktet Capnolymma och familjen långhorningar.
Artens utbredningsområde är Laos. Inga underarter finns listade.